# Hartwig Mülleitner
Hartwig Rainer Mülleitner (* 3. September 1968 in Graz-Gösting) ist ein österreichischer Bildhauer. Er lebt und arbeitet in Salzburg.

## Leben
Hartwig Mülleitner absolvierte 1984 bis 1988 die Fachschule für Holz- und Steinbildhauer in Hallein. Anschließend studierte er an der Kunstuniversität Linz, in der Meisterklasse für Metallbildhauer bei Erwin Reiter. 1995 schloss er mit Diplom mit Auszeichnung ab.
1996 bis 1999 war er Assistent der Internationalen Sommerakademie Salzburg. 1999 gründete er die „Kulturinnovative Ache 700“ in Lengfelden. 2006 absolvierte er in Wien die Meisterprüfung für Bildhauerei. Studienreisen führten in nach Ägypten (1990) und Mexiko (1996), in die USA (Stipendium des Landes Salzburg, Virginiacenter for Creative Arts, 1998) und nach Litauen (Stipendium des Landes Salzburg, Vilnius, 2000).
2002 und 2007 war Hartwig Mülleitner Dozent an der „Dresdner Sommerakademie für bildende Kunst“. Seit 2006 ist er Professor an der Höheren Technischen Bundeslehranstalt Hallein in den Klassen Design und Bildhauerei, seit 2015 Lehrgangsleiter der Meisterschule für BildhauerInnen Hallein.

## Werke (Auswahl)

Puzzlestein aus Untersberger Marmor (eingelegt Granit), 2000

- 1995 Altar in der Werktagskapelle der Stadtpfarrkirche St. Paul in Salzburg
- 2000 „Puzzlestein“ am „Jugendsteig“[1] in Finsterau
- 2004 Lieferinger Dorfbrunnen in Liefering (Stadt Salzburg)
- „Engel“ am Universitäts- und Landessportzentrum Salzburg Rif[2]

## Ausstellungen (Auswahl)
- 1997 Passau: Korrespondenzen, Produzentengalerie[3]
- 1998 Budweis: Sochy, Städtische Galerie für Gegenwartskunst[4]
- 2017 Freigelände des Landessportzentrums Rif, Salzburg

## Auszeichnungen
- 1998 Salzburger Landesförderpreis für bildende Kunst